# Vĩnh Ân
Vĩnh Ân (tiếng Trung: 永恩; 28 tháng 9 năm 1727 – 15 tháng 3 năm 1805), tự Huệ Chu (惠周), hiệu Lan Đình Chủ nhân (兰亭主人), các tên khác là Thành Chính đường (诚正堂), Lục Y viên (菉漪园) là một hoàng thân của nhà Thanh trong lịch sử Trung Quốc, người thừa kế 1 trong 12 tước vị Thiết mạo tử vương.

## Cuộc đời
Vĩnh Ân sinh vào giờ Mẹo, ngày 14 tháng 8 (âm lịch), năm Ung Chính thứ 5 (1727), trong gia tộc Ái Tân Giác La. Ông là con trai thứ hai của Khang Tu Thân vương Sùng An (崇安), mẹ ông là Trắc Phúc tấn Tây Lâm Giác La thị (西林覺羅氏).
Năm Ung Chính thứ 12 (1734), ông được phong làm Bối lặc. Năm Càn Long thứ 18 (1753), Khang Giản Thân vương Ba Nhĩ Đồ qua đời, ông được thế tập tước vị Khang Thân vương đời thứ 5, tức Lễ Thân vương đời thứ 8. Năm thứ 19 (1754), quản lý sự vụ Chính Hoàng kỳ Giác La học. Năm thứ 43 (1778), Càn Long Đế ca ngợi Lễ Liệt Thân vương Đại Thiện là người tài đức, có công khai quốc, nên ra chỉ phục hồi phong hào Lễ Thân vương. Ông được sử sách ghi nhận là người có tính cách khoan dung nhưng tự đối với mình khắc nghiệt, được thế tập tước vị hơn 50 năm nhưng đạm bạc cần kiệm, hành sự kiên nhẫn.
Năm Gia Khánh thứ 10 (1805), ngày 15 tháng 2 (âm lịch), giờ Tỵ, ông qua đời, thọ 79 tuổi, được truy thụy Lễ Cung Thân vương (禮恭親王).

## Gia quyến
- Nguyên phối: Ngô Trát Khố thị (吳扎庫氏), con gái của Phó Đô thống Ngũ Thập Đồ (伍十圖).
- Kế thất: Thư Mục Lộc thị (舒穆祿氏), con gái của Tướng quân Xước Nhĩ Đa (綽爾多).
- Thứ thiếp: Tôn thị (孫氏), con gái của Tôn Lộc (孫祿).
- Con trai: Chiêu Liên (昭連; 1776 – 1830), mẹ là Kế Phúc tấn Thư Mục Lộc thị. Năm 1805 được thế tập tước vị Lễ Thân vương (禮親王). Năm 1816 bị đoạt tước. Vô tự.